# Černokřídlec smuteční
Černokřídlec smuteční (Odezia atrata, Linné 1758) je motýl z čeledi píďalkovitých s rozpětím křídel 2 centimetry. Křídla jsou celá černá a jen na špičkách přecházejí do bílého lemu.
Černokřídlec smuteční je v Česku hojný druh s rozšířením v celé Evropě.